# شيفا رايتشانداني
شيفا رايتشانداني (من مواليد 1993  ) فنانة هندية متعددة التخصصات غير ثنائية الجنس  تتقاطع أعمالها في خلق تمثيل إيجابي للتنوع الجنسي في وسائل الإعلام الرئيسية، ومعالجة وصمة الصحة العقلية (خاصة في جنوب آسيا)، واستخدام الفنون المسرحية لإحداث تغيير اجتماعي إيجابي.
تؤدي رايتشانداني رقصة بوليوود وكانت متسابقًة في برنامج Got Talent البريطاني و Indian's Got Talent مع London School of Bollywood. في نوفمبر 2019، بدأت رايتشانداني بإنتاج فيلم Queer Parivaar، وهو فيلم قصير قادم يتكلم عن الحب بين الأشخاص مختلفي الأديان.
في مايو 2021، فازت رايتشانداني بمنحة Netflix Documentary Talent Fund  لإنشاء فيلم قصير عن ShayShay Show وجماعتهم الآسيوية المدعوة The Bitten Peach. بحسب Variety سيطلق على الفيلم الوثائقي اسم Peach Paradise.

## المشاركات
- Cannes Lions(2019) - جنبًا إلى جنب مع أسد دونا من The Unmistakables، تناولت رايتشانداني موضوع «لماذا لا نحتاج إلى نقاش تنوع آخر» عن طريق أداء أغنية مخصصة تدعى "Hell No"، وهي محاكاة ساخرة لأغنية Slumdog Millionaire الشهيرة «جاي هو».[9][10]
- Britain's Got Talent (2017) - رايتشانداني، جنبًا إلى جنب مع London School of Bollywood[3]، تحدت روايات بوليوود المغايرة جنسيًا من خلال تقديم الانسيابية الجنسانية والوصول إلى الدور نصف النهائي.[11][12][13]
- India's Got Talent (2018) - تنافست رايتشانداني مع London School of Bollywood [3] وقدمت أداءً مع كاران جوهر على المسرح الرئيسي. كتبت رايتشانداني في إحدى المدونات : «مع أدء مثل هذا حيث تحتل» نجمة«غير ثنائية الجنس وسط المسرح بدلاً من» البطل«و» البطلة«الجوهريين، كنا نأمل أن نضيف إلى عملنا الانسيابية الجنسية التي كثيرًا ما يتم تجاهلها في صناعة بوليوود».[14]
- France's Got Talent (2018) - تنافست رايتشانداني مع London School of Bollywood وقدمت أداءً حول الانسيابية بين الجنسين.[3]
- Netflix (2018) - ظهرت رايتشانداني في مقطع فيديو بعنوان ما أتمنى أن تعرفه: حول كوني غير ثنائية، حيث ناقشت الهوية الجنسية مع Jacob Tobia و Liv Hewson و Lachlan Watson .[15]
- TEDx London (2018) - قامت رايتشانداني بمقدمة استهلالية للحدث من خلال التطرق إلى التمثيل غير ثنائي الجنس في بوليوود.[16]

كما ظهرت رايتشانداني في UK Black Pride ،  Pride in London ،  Instagram ،  Bollyshake ، و London Queer Fashion Show.